# Jean Ier (évêque d'Arles)
Pour les articles homonymes, voir Jean Ier.
Jean Ier  (? - 675) ou Jean II suivant certaines classifications est archevêque d’Arles de 651 à 675.

## Biographie
Les diptyques signalent deux Jean successifs qui pourraient ne faire qu'un seul et même prélat. De plus, la numérotation suivie ici oublie probablement un Jean précédent, Johannes, entre Éon et Césaire au début du Ve siècle. Ainsi en fonction de la classification retenue, cet archevêque pourrait s'appeler Jean Ier, la dénomination usuelle, Jean II ou Jean III.
En fait, bien que figurant sur les diptyques épiscopaux, on ne possède que peu d’informations le concernant : des souscriptions en 658 et 659, une lettre adressée au monastère Sainte-Marie d’Arles vers 670 et la date de sa mort en 675. D'après l'historien Jean-Pierre Papon, il aurait reçu Théodore l'archevêque de Cantorbéry. Cela se passait au plus tôt en 657.

### Sources
- Jean-Pierre Papon - Histoire générale de Provence - Moutard, 1777 - t. 1, p. 304 ici
- Charles-Louis Richard - Bibliothèque sacrée, ou Dictionnaire universel historique, dogmatique, canonique, géographique et chronologique des sciences ecclésiastiques – 1827 – p. 70.
- Joseph Hyacinthe Albanés - Gallia christiana novissima; ouvrage accessible sur Gallica ici
- Jean-Maurice Rouquette (sous la direction de) - ARLES, histoire, territoires et cultures - 2008 - p. 278.